# Reverse listing
Een reverse listing is een speciale manier om een bedrijf naar de effectenbeurs te brengen. Bij een reversed listing wordt een beursgenoteerd bedrijf dat weinig activiteiten ontplooit overgenomen door een niet-beursgenoteerd bedrijf. Dat laatste brengt zijn activiteiten, bezittingen en schulden in en krijgt hiervoor in ruil aandelen van het ter beurze genoteerde bedrijf. De waarde van de inbreng is meestal vele malen groter dan de waarde van het beursgenoteerde bedrijf vóór de inbreng. De aandelen die als betaling dienen zorgen ervoor dat de aandeelhouders van de partij die de inbreng levert veruit de grootste groep aandeelhouders wordt. De termen reverse takeover en omgekeerde overname worden ook vaak gebruikt.
Voorbeelden van reverse listings zijn:
- De fusie tussen het niet-beursgenoteerde Cap Gemini Pandata en het beursgenoteerde Volmac in 1993.
- In 2004 krijgt de containerrederij P&O Nedlloyd een beursnotering door de activiteiten in te brengen bij het beursgenoteerde bedrijf Nedlloyd.
- Compagnie Maritime Belge en Exmar.
- SnowWorld NV ging naar de beurs middels een reverse takeover van het voormalige biotechbedrijf Fornix.

Formeel onzuivere vormen van reverse listings zijn:
- Warren Buffett sloot de textielfabrieken maar behield de handelsnaam Berkshire Hathaway voor zijn beleggingsfonds.
- In Nederland verkocht de familie Van der Vorm de Holland-Amerika Lijn maar behield de naam als HAL Investments voor het gelijknamige beleggingsfonds.